# Lidija Mastierkowa
Lidija Aleksiejewna Mastierkowa, ros. Лидия Алексеевна Мастеркова (ur. 1927 w Moskwie, zm. 12 maja 2008 w Saint-Laurent-sur-Othain) – rosyjska malarka, jedna z pierwszych powojennych rosyjskich artystek awangardowych.

## Życiorys
Od dzieciństwa przejawiała zainteresowanie sztuką. Pobierała lekcje aktorstwa u Konstantina Stanisławskiego. W latach 1943–1946 uczyła się pod kierunkiem Michaiła Pieruckiego w Moskiewskiej Liceum Artystycznym. W 1946 studiowała w Szkole Artystycznej Wasilija Surikowa, a następnie w latach 1947–1950 w Moskiewskiej Regionalnej Szkole Artystycznej.
Pozostała pod wpływem ekspresjonizmu abstrakcyjnego, z którym miała kontakt na wystawie artystów zagranicznych podczas VI Światowego Festiwalu Młodzieży i Studentów w Moskwie (1957). Od lat 60. XX w. brała czynny udział w życiu artystycznym Moskwy. Należała do nonkonformistycznej grupy lianozowskiej złożonej z poetów i artystów. Mieszkała z jednym z artystów tej grupy, Władimirem Neimuchinem, ale się nie pobrali. Inne  opracowania podają, że byli małżeństwem.
Pierwszą wystawę jej prac zorganizowano w 1961. Twórczość Mastierkowej z początku lat 60. XX w. to akwarele w jasnych kolorach. Potem używała ciemniejszej palety. W połowie lat 60. XX w. jej prace były abstrakcyjnymi kompozycjami tworzonymi szpachelką. Ciemne, poszarpane formy kontrastowały z jasnym tłem. Pod koniec lat 60. XX w. zaczęła włączać do kompozycji koronki, hafty, stare tkaniny i brokat, które znajdowała w opuszczonych kościołach. Czuła, że są przepełnione mistycyzmem. Uważała się na wierzącą, ale nie praktykującą. Uważała, że rosyjska awangarda jest bezpośrednio związana z rosyjskimi ikonami. Jest styl określano mianem niefiguratywnego, osobistego i lirycznego.
Na początku lat 70. XX w. wciąż używała ciemnej palety barw. Robiła też kolaże białych kół z cyframi 0, 1 i 9. Tworzyła subtelne, okrągłe, czarno-białe kompozycje, używając do tego tuszu lub akwareli oraz mokrego papieru. Do symboliki koła odwoływała się pod wpływem prac Dantego. Nawiązywała do kultury klasycznej. Przykładowo El Greco był dla niej tak samo ważny jak zakazany w ZSRR Paul Cézanne czy amerykański ekspresjonizm abstrakcyjny.
Brała udział w wystawach w Rosji (od 1961), wystawach zagranicznych (od 1965) i pokazach sztuki nonkonformistycznej. Uczestniczyła m.in. w wystawie spychaczowej (1974).
W 1975 przeniosła się z synem do Francji. W Paryżu pracowała z modelką Diną Vierny (1976). W 1977 przygotowała monodram Adieu à la Russie. Wykonywała grafiki w technice kolażu. W jej twórczości zaczęły dominować monochromatyczne kompozycje.
Prace układała w cykle i serie, z których najsłynniejszym są „Planety” (1976). Jej prace znajdują się w kolekcjach prywatnych oraz w muzeach (Museum of Modern Art w Nowym Jorku, Zimmerli Art Museum w New Jersey, Galeria Trietiakowska w Moskwie). W tym ostatnim muzeum w 2006 organizowano retrospektywę jej prac. Wiosną 2022 planowana jest wystawa jej prac w Muzeum Sztuki Nowoczesnej Garaż w Moskwie.
Została pochowana w Saint-Laurent-sur-Othain w Lotaryngii.